# Posłowie i ambasadorowie ZSRR w Polsce
Lista posłów i ambasadorów ZSRR w Polsce obejmuje szefów misji dyplomatycznych w okresie 1923–1991, tj. od momentu nawiązania pierwszych stosunków dyplomatycznych pomiędzy Związkiem Socjalistycznych Republik Radzieckich a Polską do rozpadu ZSRR.

## Dwudziestolecie międzywojenne
ZSRR powstał 30 grudnia 1922, ale już 27 kwietnia 1921 Polska nawiązała stosunki dyplomatyczne na poziomie przedstawicieli pełnomocnych z Rosyjską Federacyjną Socjalistyczną Republiką Radziecką. W okresie od 10 września 1921 do listopada 1922 w Polsce przebywał Lew Karachan, poseł nadzwyczajny i minister pełnomocny Rosyjskiej Federacyjnej Republiki Radzieckiej w Polsce. 8 listopada 1922 zastąpił go Leonid Oboleński i piastował ten urząd do 13 grudnia 1922. Równolegle Ukraińską Socjalistyczną Republikę Radziecką reprezentował w Warszawie Ołeksandr Szumski. Dnia 23 lipca 1923 Polska i ZSRR nawiązały stosunki dyplomatyczne na poziomie poselstw po uznaniu faktu zawiązania ZSRR i likwidacji odrębnego przedstawicielstwa dyplomatycznego USRR w Warszawie.
W okresie 1923–1934 na terytorium Polski było akredytowanych kolejno czterech posłów ZSRR:
- Leonid Oboleński, poseł: 14 grudnia 1923 – 14 października 1924
- Piotr Wojkow, poseł nadzwyczajny i minister pełnomocny: 8 listopada 1924 – 7 czerwca 1927
- Dmitrij Bogomołow, poseł nadzwyczajny i minister pełnomocny: 11 października 1927 – listopad 1929
- Władimir Antonow-Owsiejenko, poseł nadzwyczajny i minister pełnomocny: 30 stycznia 1930 – marzec 1934

Dnia 16 lutego 1934 poselstwo ZSRR w Warszawie podniesiono do rangi ambasady. W okresie 13 kwietnia 1934 – 1937 ambasadorem i ministrem pełnomocnym ZSRR w Polsce był Jakow Dawtian. Po jego odwołaniu do Moskwy i zamordowaniu w trakcie wielkiej czystki stanowisko ambasadora ZSRR w Polsce pozostawało nieobsadzone do 2 czerwca 1939, a ZSRR reprezentował chargé d’affaires Pawieł Listopad. Od 2 czerwca 1939 do 17 września 1939 ambasadorem i ministrem pełnomocnym był Nikołaj Szaronow, który opuścił terytorium Polski 12 września 1939 w związku z przygotowaniami ZSRR do agresji na Polskę.

## Okres drugiej wojny światowej
17 września 1939 ZSRR uznał jednostronnie ustanie stosunków dyplomatycznych z Polską, stwierdzając w nocie do ambasadora RP w Moskwie Wacława Grzybowskiego (nieprzyjętej przez dyplomatę) zaprzestanie istnienia państwa polskiego i w konsekwencji nieważność wszystkich umów zawartych pomiędzy ZSRR a Polską, lub umów międzynarodowych z udziałem Polski i ZSRR jako sygnatariuszy. Po próbie zakwestionowania przez władze ZSRR immunitetu dyplomatycznego ambasador Wacław Grzybowski i polski personel dyplomatyczny opuścili terytorium ZSRR po interwencji dziekana korpusu, ambasadora III Rzeszy – Friedricha von Schulenburga. 30 lipca 1941 na skutek układu Sikorski-Majski stosunki dyplomatyczne wznowiono wstępnie na szczeblu chargé d’affaires, zaś od września 1941 – po nominacji Stanisława Kota na ambasadora Rządu RP w Moskwie, później Kujbyszewie – na poziomie ambasadorów. ZSRR wycofał się z umów zawartych z III Rzeszą 28 września 1939, stwierdzających zaprzestanie istnienia państwa polskiego i ustalających granicę pomiędzy ZSRR a III Rzeszą na terytorium Polski. Ambasadorem ZSRR przy rządzie RP na uchodźstwie w okresie od września 1941 do 26 kwietnia 1943 był Aleksandr Bogomołow.
Dnia 26 kwietnia 1943 – po ujawnieniu przez III Rzeszę grobów ofiar zbrodni katyńskiej – ZSRR, wobec apelu Rządu RP do Międzynarodowego Czerwonego Krzyża w Genewie o zbadanie sprawy, jednostronnie zerwał stosunki dyplomatyczne z Polską.

## Ambasadorowie ZSRR w Polsce Ludowej
Dnia 1 sierpnia 1944 ZSRR ustanowił stosunki dyplomatyczne z Polskim Komitetem Wyzwolenia Narodowego. Przedstawicielem ZSRR przy PKWN został Nikołaj Bułganin. Pełne stosunki dyplomatyczne na poziomie ambasad pomiędzy ZSRR a Rządem Tymczasowym Rzeczypospolitej Polskiej zostały nawiązane 5 stycznia 1945. 
- 1945–1951 – Wiktor Lebiediew
- 1951–1953 – Arkadij Sobolew
- 1953–1954 – Gieorgij Popow
- 1955–1957 – Pantielejmon Ponomarienko
- 1957–1961 – Piotr Abrasimow
- 1961–1971 – Awierkij Aristow
- 1971–1978 – Stanisłau Piłatowicz
- 1978–1983 – Borys Aristow
- 1983–1986 – Alaksandr Aksionau
- 1986–1989 – Władimir Browikow

## Ambasadorowie ZSRR w III RP
- 1989–1990 – Władimir Browikow
- 1990–1991 – Jurij Kaszlew